# Alboino della Scala
Alboino della Scala (Verona, ... – 29 novembre 1311) è stato un condottiero italiano.
Fu signore di Verona dal 1304 fino alla sua morte.

## Alboino Signore di Verona
Figlio di Alberto I della Scala e Verde di Salizzole, divenne Signore dopo la morte del fratello Bartolomeo nel 1304, a cui lasciò il posto nonostante avesse un figlio legittimo, perché non si creassero discordie all'interno della famiglia. Fu però con lui che il patrimonio privato della famiglia andò ad affiancarsi lentamente con i beni del Comune, tanto che in breve tempo non si sarebbe più distinto tra utile pubblico e del Signore: in questo modo, grazie alle future vittoriose guerre, il patrimonio degli Scaligeri sarebbe diventato tra i maggiori d'Europa.
Alboino pose la sua attenzione su Brescia, necessaria al Signore veronese, che mirava ad impossessarsi di un territorio che arrivasse sino alla provincia bergamasca. Alboino strinse un'alleanza con il vescovo di Brescia e con Mantova, Parma e Cremona per far danno al marchese di Ferrara, da sempre un pericolo per i ghibellini: infatti, nell'estate del 1306 una spedizione condotta da lui passò il Po su un ponte di barche e devastò il polesine, giungendo sino alle porte di Ferrara, senza però una vittoria decisiva. La guerra riprese l'anno successivo, ancora senza vittorie importanti, ma con scorrerie, finché, il 3 marzo 1308, venne firmata la pace: Alboino si liberò temporaneamente così del nemico.

## Governo insieme a Cangrande
I due Scaligeri l'anno successivo accorsero in aiuto di Parma e Piacenza, in difficoltà per le lotte con i guelfi, ma senza successo. Intanto in Germania Enrico VII di Lussemburgo veniva eletto re del Sacro Romano Impero, e gli Scaligeri furono tra i primi ad inviare ambasciatori con promesse di aiuti (militari e finanziari) quando fosse sceso in Italia per l'incoronazione. Una seconda ambasciatura ricevette dall'imperatore la promessa di passare da Verona. I due vennero a conoscenza del fatto che però Enrico VII voleva che i guelfi conti di Sambonifacio tornassero a Verona per la riappacificazione, per cui alla coronazione i due non parteciparono per protesta (al loro posto c'erano il vescovo di Verona e degli ambasciatori). Essi addirittura rinunciarono alla Signoria, sicuri comunque che il popolo veronese non avrebbe accettato di perdere i Signori (e infatti così non fu).
L'imperatore inizialmente nominò vicario un pisano, ma dovette presto ricredersi, e il 7 marzo 1311 rinominò i due fratelli Alboino e Cangrande vicari imperiali della città: in questo modo i due fratelli erano stati investiti sia dal Comune che dall'Imperatore. Il lato negativo del vicariato era però quello finanziario, infatti costava molto denaro ed era loro dovere avere un contingente di soldati che potessero scortare il sovrano. Il Comune di Verona promise ad Enrico VII 3.435 fiorini d'oro, mentre altri 3.000 fiorini furono spediti al vicario di Lombardia Amedeo di Savoia.
Padova invece non accettò la preminenza ghibellina e, nonostante gli fossero stati offerti dei privilegi, il Comune rifiutò e si preparò alla guerra: l'imperatore allora decise di mandare una spedizione contro Padova. L'esercito imperiale passò da Verona, dove i due fratelli offrirono il loro contributo. Da lì partirono alla volta di Vicenza, che era sottomessa ai padovani: il 15 aprile 1311, poco prima dell'arrivo delle truppe imperiali, i vicentini occuparono le piazze della città, e poco dopo le truppe veronesi e imperiali entrarono in città, liberando così la città, che divenne momentaneamente autonoma.

## La morte
I vicentini, riconquistata la libertà e sicuri dell'appoggio di Alboino e Cangrande, cominciarono a provocare i padovani: il culmine si ebbe con la deviazione del Bacchiglione. Nel frattempo però i due fratelli erano insieme ad Enrico VII all'assedio di Brescia, e proprio allora Alboino trovò la morte per mano di una malattia, il 29 novembre 1311. Gli succedette al governo il fratello Cangrande.
Il suo sarcofago si trova all'interno delle Arche scaligere a Verona.

## Discendenza
Alboino nel 1298 si sposò in prime nozze con Caterina Visconti, figlia di Matteo I Visconti, dalla quale ebbe due figli:
- Verde, sposò nel 1316 Rizzardo III da Camino e nel 1340 Ugolino Gonzaga, figlio di Guido, signore di Mantova;
- Omelia (incerta).

Otto anni più tardi Alboino si risposò con Beatrice, figlia di Giberto III da Correggio, dalla quale ebbe tre figli:
- Mastino II (1308-1351), signore di Verona;
- Alberto II (1306-1352), signore di Verona;
- Alboina (?-1375), monaca.

Ebbe anche un figlio naturale, Pietro, canonico della cattedrale di Verona.